# عين تركي
عين تركي هي إحدى بلديات ولاية عين الدفلى الجزائرية. تقع قرية عين التركي بالقرب من مدينة مليانة، على سفوح جبال زكار بين الأطلس البليدي شرقا وجبال الظهرة غربا. ظلت هذه المنطقة طيلة القرن التاسع عشر بؤرة توتر بسبب مقاومة السكان لأطماع المستعمرين الفرنسيين وسياسات الإدارة الاستعمارية تجاههم.